# Étienne Deteindre
Étienne Deteindre (fl. XIX-XX secolo) è stato un calciatore svizzero, di ruolo attaccante.

## Carriera
Calciatore svizzero, Deteindre militò nel Genoa nel 1899. Con i genovesi conquistò la vittoria del campionato al termine della finale del 16 aprile, che vide i genoani prevalere sull'Internazionale Torino per 3-1.

## Palmarès

### Calciatore

#### Club

##### Competizioni nazionali
- Campionato italiano: 1

Genoa: 1899